# Хосе Антонио Ансоатеги (стадион)
Хосе́ Анто́нио Ансоате́ги, часто также называемый просто Ансоатеги, полное название Олимпийский стадион генерала Хосе Антонио Ансоатеги (исп. Estadio Olímpico General José Antonio Anzoátegui) — футбольный стадион в Венесуэле, расположенный в городе Пуэрто-ла-Крус штата Ансоатеги. Вместимость стадиона составляет 37 485 зрителей. На «Хосе Антонио Ансоатеги» выступают футбольные клубы «Депортиво Ансоатеги» и «Петролерос де Ансоатеги».

## История
Стадион расположен на юго-западе Пуэрто-ла-Круса, фактически на границе с Барселоной, с которой портовый город образовывает агломерацию. Старый стадион «Луис Рамос» находился на месте нынешнего, открыт 8 декабря 1965 года президентом Венесуэлы Раулем Леони. Он был ключевым объектом Спортивного комплекса «Луис Рамос» (Complejo Polideportivo Luis Ramos). В 2007 году арена была почти полностью разрушена и на её месте был построен современный стадион, получивший название «Олимпийский стадион генерала Хосе Антонио Ансоатеги». Одновременно был переименован спорткомплекс, получивший имя Симона Боли́вара (Complejo Polideportivo Simón Bolívar).
Реконструкция, стоившая 60,4 млн долларов, была произведена в рамках подготовки к Кубку Америки 2007 года, который впервые в истории было доверено провести Венесуэле. В рамках Кубка Америки 2007 в Пуэрто-ла-Крусе состоялись три матча:
- 4 июля 2007. Группа B.  Мексика —  Чили — 0:0
- 4 июля 2007. Группа B.  Бразилия —  Эквадор — 1:0
- 7 июля 2007. 1/4 финала.  Чили —  Бразилия — 1:6

## Спортивные соревнования
- Кубок Америки 2007
- Чемпионат Южной Америки по футболу среди молодёжных команд 2009